# 拳皇2001
《拳皇2001》是格斗游戏拳皇系列的第七作，也是“音巢”篇三部曲的完结篇。由于当时拳皇系列原开发商SNK破產，本作主要由韩国游戏公司Eolith开发，原SNK员工组建的BrezzaSoft协助开发，Sun Amusement发行。本作最初在2001年11月15日于日本登陆Neo Geo的街机系统，并先后移植至Neo Geo家用机、Dreamcast和PlayStation 2平台在日本发售，同时，PlayStation 2版也与其前作《拳皇2000》在欧美捆绑发行。2015年开始，游戏登陆PlayStation Network。

## 玩法
与前两作一致，本作依然是4V4组队对决。玩家可进行自定义出战及援护人数。玩家可以选择让四人全部出战，亦可以只派出一人出战。攻击力、防御力、能量槽会随出战人数增多相应削减，例如以一人出战时攻击力最高，最大可存储4个能量点，二人出战时攻击力其次，最大可存储3个能量点，以此类推。

## 剧情
本作剧情承接前作《拳皇'99 千年之战 》和《拳皇2000》，依舊由NESTS舉辦賽事，這次因為首腦之子伊格尼斯（Igniz）的篡位而令組織逐步走向滅亡。主角K、麥克斯與比他更早背叛組織的葳璞（Whip）及為尋人參賽的麟（Lin）組隊。海迪倫上校因為葳璞跟NESTS的關係默許她去跟K組隊，知情的的他退於幕後多時、再度親身參與KOF大賽。在賽前突然出現於紅丸、真吾面前的草薙京，三人與大門五郎再次組成隊伍參賽。另一方面，特務凡妮莎（Vanessa）、賽斯（Seth）及拉蒙（Ramon），則與未知草薙京下落仍在找尋的八神庵組成隊伍參賽。之前與K對戰過的庫拉接受NESTS的命令，與草薙京第9999號複製人K-9999，還有肌肉組織改造人、個性隨便、穿著清涼的白髮女性安琪尔（Angel），以及忠心而將NESTS組織的旗幟綁在頭髮上的NESTS組織高層成員兼庫拉保護人的霍斯（Foxy）組成隊伍。
到了大賽後段，庫拉亦開始思考自己過去，最後決定與其隊友們背叛組織。在大賽末段在飛船上遇上NESTS組織最高層統領並使用音巢對流拳武術的零（ZERO）、麟所找尋的目標——屠殺了族人被同族視為罪人的前族之首龍（Ron）、同為NESTS組織高層成員被救回的古利查力度（Krizalid）出現於主角K等人面前，其後打敗了出戰的零後，眾人逃離飛船到達了太空基地。遇上認為能夠主宰世界、自稱世界之神亦使用音巢對流拳武術的NESTS組織決策人伊格尼斯，他意圖利用太空基地達到想隨意控制世界的野心，最終由K及庫拉等眾人合力擊倒，最後伊格尼斯因與事願違決定留下跟NESTS太空基地一同毀滅。

## 角色
| 登場隊伍                    | 登場隊伍                                                                                 | 登場隊伍                                                                                 | 登場隊伍                                                                                 | 登場隊伍                                                                                 |
| 隊名                        | 成員                                                                                     | 成員                                                                                     | 成員                                                                                     | 成員                                                                                     |
| --------------------------- | ---------------------------------------------------------------------------------------- | ---------------------------------------------------------------------------------------- | ---------------------------------------------------------------------------------------- | ---------------------------------------------------------------------------------------- |
| 主人公隊                    | K´（K DASH）                                                                             | 麥斯瑪（MAXIMA）                                                                         | 葳莆（WHIP）                                                                             | 麟（LIN）                                                                                |
| NESTS隊                     | 古娜・戴雅門度（KULA DIAMOND）                                                           | 霍斯（FOXY）                                                                             | K-9999（K FOUR NINE）                                                                    | 安琪兒（ANGEL）                                                                          |
| 日本隊                      | 草薙 京（KYO KUSANAGI）                                                                  | 二階堂 紅丸（BENIMARU NIKADO）                                                           | 大門 五郎（GORO DAIMON）                                                                 | 矢吹 真吾（SHINGO YABUKI）                                                               |
| 庵隊                        | 八神 庵（IORI YAGAMI）                                                                   | 芭妮莎（VANESSA）                                                                        | 賽斯（SETH）                                                                             | 羅門（RAMON）                                                                            |
| 怒隊                        | 莉安娜・海頓（LEONA HEIDERN）                                                            | 拉爾夫・鍾斯（RALF JONES）                                                               | 克拉克・史超（CLARK STEEL）                                                              | 海頓（HEIDERN）                                                                          |
| 餓狼傳說隊                  | 泰利・波格（TERRY BOGARD）                                                               | 安迪・波格（ANDY BOGARD）                                                                | 東丈（JOE HIGASHI）                                                                      | 布魯・瑪莉（BLUE MARY）                                                                  |
| 龍虎之拳隊                  | 坂崎 獠（RYO SAKAZAKI）                                                                  | 羅拔・嘉西亞（ROBERT GARCIA）                                                            | 坂崎 百合（YURI SAKAZAKI）                                                               | 坂崎 琢磨（TAKUMA SAKAZAKI）                                                             |
| 女性格鬥家隊                | 瓊（KING）                                                                               | 不知火 舞（MAI SHIRANUI）                                                                | 李香緋（XIANGFEI LEE）                                                                   | 四條 雛子（HINAKO SHIJOU）                                                               |
| 超能力戰士隊                | 麻宮 雅典娜（ATHENA ASAMIYA）                                                            | 椎拳崇（SIE KENSOU）                                                                     | 鎮元齋（CHIN GENTSAI）                                                                   | 包（BAO）                                                                                |
| 韓國隊                      | 金甲喚（KIM KAPHWAN）                                                                    | 陳國漢（CHANG KOEHAN）                                                                   | 蔡寶奇（CHOI BOUNGE）                                                                    | 李梅（MAY LEE）                                                                          |
| 中BOSS（家用版 追加人物）   | 零（ORIGINAL.ZERO） 専屬Strikers：零的黑獅子（GLAUGAN） 龍（RON） 古利查力度（KRIZALID） | 零（ORIGINAL.ZERO） 専屬Strikers：零的黑獅子（GLAUGAN） 龍（RON） 古利查力度（KRIZALID） | 零（ORIGINAL.ZERO） 専屬Strikers：零的黑獅子（GLAUGAN） 龍（RON） 古利查力度（KRIZALID） | 零（ORIGINAL.ZERO） 専屬Strikers：零的黑獅子（GLAUGAN） 龍（RON） 古利查力度（KRIZALID） |
| 最終BOSS（家用版 追加人物） | 伊格尼斯（IGNIZ）                                                                        | 伊格尼斯（IGNIZ）                                                                        | 伊格尼斯（IGNIZ）                                                                        | 伊格尼斯（IGNIZ）                                                                        |